# Pop orquestral
Pop orquestral (às vezes citado pela abreviação ork-pop) é a música pop que foi arranjada e executada por uma orquestra sinfônica. Também pode ser confundido com os termos pop sinfônico ou chamber pop.

## História
Durante a década de 1960, a música pop no rádio e nos filmes americanos e britânicos passou do refinado Tin Pan Alley para composições mais excêntricas e incorporou guitarras de rock com reverberação, cordas sinfônicas e trompas tocadas por grupos de músicos de estúdio devidamente arranjados e ensaiados. O rápido desenvolvimento da gravação multitrack em meados da década de 1960 também impulsionou a capacidade dos produtores de criar gravações com arranjos cada vez mais complexos e sonoramente sofisticados. Os arranjadores e produtores de música pop incluíram o pop orquestral nos lançamentos de seus artistas, incluindo George Martin e seus arranjos de cordas com os Beatles, e John Barry em suas partituras para os filmes de James Bond. Também na década de 1960, várias configurações orquestrais foram feitas para músicas escritas pelos Beatles, incluindo apresentações sinfônicas de "Yesterday" por orquestras. Algumas sinfonias foram fundadas especificamente para tocar música predominantemente popular, como a Boston Pops Orchestra. Nick Perito foi um dos arranjadores, compositores e maestros mais bem-sucedidos do pop orquestral
De acordo com Chris Nickson, o "pop orquestral vital de 1966" era "desafiador, em vez do insípido easy listening". A revista norte-americana Spin se refere a Burt Bacharach e Brian Wilson, dos Beach Boys, como "deuses" do pop orquestral. Na opinião de Nickson, o "ápice" do pop orquestral estava no cantor Scott Walker, explicando que "em seu período mais fértil, 1967-70, ele criou um corpo de trabalho que foi, a seu modo, tão revolucionário quanto o dos Beatles. Ele levou as ideias de [Henry] Mancini e Bacharach à sua conclusão lógica, redefinindo essencialmente o conceito de pop orquestral".
No século XXI, poucos artistas exploram o gênero, sendo os mais notáveis o supergrupo inglês The Last Shadow Puppets (formado pelo vocalista do Arctic Monkeys, Alex Turner, e pelo artista solo Miles Kane) e o artista americano Cody Fry.

## Exemplos de músicaspoporquestral na contemporaneidade
- Pabllo Vittar - "Indestrutível"
- Jão - "Enquanto Me Beija"
- Billie Eilish, Khalid - "Lovely"
- Luísa Sonza - "Penhasco"
- Giulia Be - "Depois do Universo"
- Luísa Sonza, Demi Lovato - "Penhasco2"

## Ork-pop
Ork-pop é um movimento dos anos 1990 que recebeu seu nome do pop orquestral. Entre os principais artistas do movimento estavam Yum-Yum, the High Llamas, Richard Davies, Eric Matthews, Spookey Ruben, Witch Hazel e Liam Hayes (Plush). Matthews, que fez parceria com Davies na dupla Cardinal, foi considerado uma das principais figuras do estilo.